# Frank Witek
Frank Peter Witek (ur. 10 grudnia 1921 w Debry w stanie Connecticut, zm. 3 sierpnia 1944 na wyspie Guam w archipelagu Marianów) – żołnierz Korpusu Piechoty Morskiej Stanów Zjednoczonych pochodzenia polskiego, poległy w czasie bitwy o wyspę Guam podczas II wojny światowej na Pacyfiku. Odznaczony pośmiertnie Medalem Honoru, najwyższym amerykańskim odznaczeniem wojskowym.

## Życiorys
Urodził się 10 grudnia 1921 roku w Derby w stanie Connecticut. Kiedy miał 9 lat, jego rodzina przeniosła się do Chicago. Tam ukończył technikum urządzeń dźwigowych i podjął pracę w Standard Transformer Company. 20 stycznia 1942 roku wyjechał na szkolenie wojskowe po zaciągnięciu się na ochotnika do Korpusu Piechoty Morskiej Stanów Zjednoczonych. Rok później (styczeń 1943) jego rodzina dostała od niego list z informacją, że dotarł na Nową Zelandię. Stamtąd popłynął na Wyspę Bougainville’a, gdzie walczył w trzech bitwach w czasie tamtejszej kampanii i został awansowany na starszego szeregowego.
21 lipca 1944 roku 3 Dywizja Marines wylądowała na Guam. St. szer. Witek, walczący w jej szeregach, był strzelcem karabinu maszynowego Browninga. 8 września 1944 roku jego matka otrzymała telegram z Waszyngtonu informujący ją, że jej syn zginął 3 sierpnia. Według relacji korespondenta wojennego, został zabity w bitwie przy blokadzie drogowej na Mount Santa Rosa. Kiedy go znaleziono, z wydanych mu 240 nabojów zostało przy nim tylko osiem. W niedzielę 20 maja 1945 roku 50 000 osób, w tym jego matka i gen. Alexander Vandegrift, komendant Korpusu Piechoty Morskiej, przybyło na Soldier Field w Chicago, aby uczcić jego pamięć. Początkowo Witek został pochowany na cmentarzu Armii, Marynarki Wojennej i Korpusu Piechoty Morskiej na Guam, po czym przeniesiono jego szczątki na Cmentarz Narodowy Rock Island w stanie Illinois w 1949 roku.

## Medal Honoru
St. szer. Witek został pośmiertnie odznaczony Medalem Honoru. W oficjalnym uzasadnieniu wyróżnienia napisano:
„Za rzucającą się w oczy waleczność w obliczu ryzyka utraty życia wykraczającego ponad obowiązki służbowe podczas służby w 1. batalionie 9 Pułku 3 Dywizji Piechoty Morskiej w bitwie pod Finegayan na wyspie Guam w archipelagu Marianów, 3 sierpnia 1944 roku. Kiedy jego pluton strzelecki został zatrzymany przez ciężki ostrzał z dobrze zakamuflowanych pozycji wroga, st. szer. Witek odważnie utrzymywał swoją pozycję, aby wystrzelić pełny magazynek ze swojego karabinu maszynowego w stronę okopu zajmowanego przez wojska japońskie, zabijając ośmiu przeciwników i umożliwiając większej części jego plutonu ukrycie się. Podczas wycofywania się plutonu w celu umocnienia linii pozostał na miejscu, by chronić ciężko rannego towarzysza, odważnie odpowiadając na ogień wroga aż do przybycia sanitariuszy, a następnie osłaniać jego ewakuację z pola walki ciągłym ogniem. Gdy jego pluton ponownie został przyszpilony przez wrogi karabin maszynowy, st. szer. Witek z własnej inicjatywy śmiało ruszył naprzód, wysuwając się przed czołgi wsparcia i innych żołnierzy, na przemian rzucając granatami ręcznymi i strzelając, aż zbliżył się na odległość od pięciu do dziesięciu jardów do pozycji nieprzyjaciela, niszcząc stanowisko wrogiego karabinu maszynowego i zabijając kolejnych ośmiu Japończyków, zanim sam nie został trafiony przez wrogiego strzelca. Jego dzielne i inspirujące działania skutecznie zmniejszyły siłę ognia wroga, co umożliwiło jego plutonowi osiągnięcie wyznaczonego celu. St. szer. Witek dzielnie oddał swoje życie za ojczyznę. [Podpisano:] FRANKLIN D. ROOSEVELT”.

## Upamiętnienie
- W 1946 roku na cześć st. szer. Witka nazwano niszczyciel typu Gearing, USS „Witek”[2][3]. Okręt został zwodowany 2 lutego 1946 roku i ochrzczony przez matkę Witka, panią Norę Witek. USS „Witek” wszedł do służby 25 kwietnia tego roku, formalnie wycofano go ze służby 19 sierpnia 1968 roku[7];
- W 1999 roku rodzinne miasto Witka, Derby w stanie Connecticut, nazwało jeden z parków PFC Frank P. Witek Memorial Park na jego cześć[8];
- Fundacja Marine Corps Scholarship przyznaje stypendium imienia st. szer. Franka Witka[9].